# Delle inutili premonizioni
Delle inutili premonizioni (venti anni di misconosciuto tascabile, vol. 1) è il settimo album in studio del cantautore italiano Paolo Benvegnù, pubblicato nel febbraio 2021, in tiratura limitata di sole mille copie. Esso si compone di una selezione di 12 tracce in versione acustica di brani già pubblicati nella discografia dell'autore.

## Tracce
1. In dissolvenza – 4:50
2. Io ho visto – 6:44
3. Il nemico – 4:01
4. Il sentimento delle cose – 4:43
5. Andromeda Maria – 5:36
6. Nelle stelle – 4:40
7. Nello spazio profondo – 4:11
8. Cerchi nell'acqua – 4:31
9. Avanzate, ascoltate – 4:48
10. La schiena – 5:32
11. Olovisione in parte terza – 3:57
12. Sampiterni sguardi e primati – 5:25

Durata totale: 58:58